# 新月蕨
新月蕨（学名：Pronephrium gymnopteridifrons）为金星蕨科新月蕨属下的一个种。